# Inhambane
Inhambane är en stad i sydöstra Moçambique och är den administrativa huvudorten för provinsen Inhambane. Folkmängden uppgick år 2015 till cirka 80 000 invånare. Staden är belägen vid Inhambaneviken, med provinsens största stad Maxixe på motsatt sida viken. 
En missionsstation startades 1880 av American Board of Commissioners for Foreign Missions med skola och tryckeri. Efter drygt tio år beslutade man dock att lägga ned stationen då man hade föga framgång i omvändelsearbetet. En av missionärerna, doktor Richards, valde dock att stanna och lyckades få Metodistkyrkan att stödja honom i hans arbete. 1897 fick han även stöd av en missionspastor. 1907 besökte metodistkyrkans biskop för den afrikanska missionen Joseph Crane Hartzell Sverige, och lyckades då intressera Svenska metodistkyrkan att engagera sig för missionen i Inhambane och överta stationen där.